# 1980 en Inde
Chronologie de l'Inde
- 1976
- 1977
- 1978
- 1979
- 1980
- 1981
- 1982
- 1983
- 1984

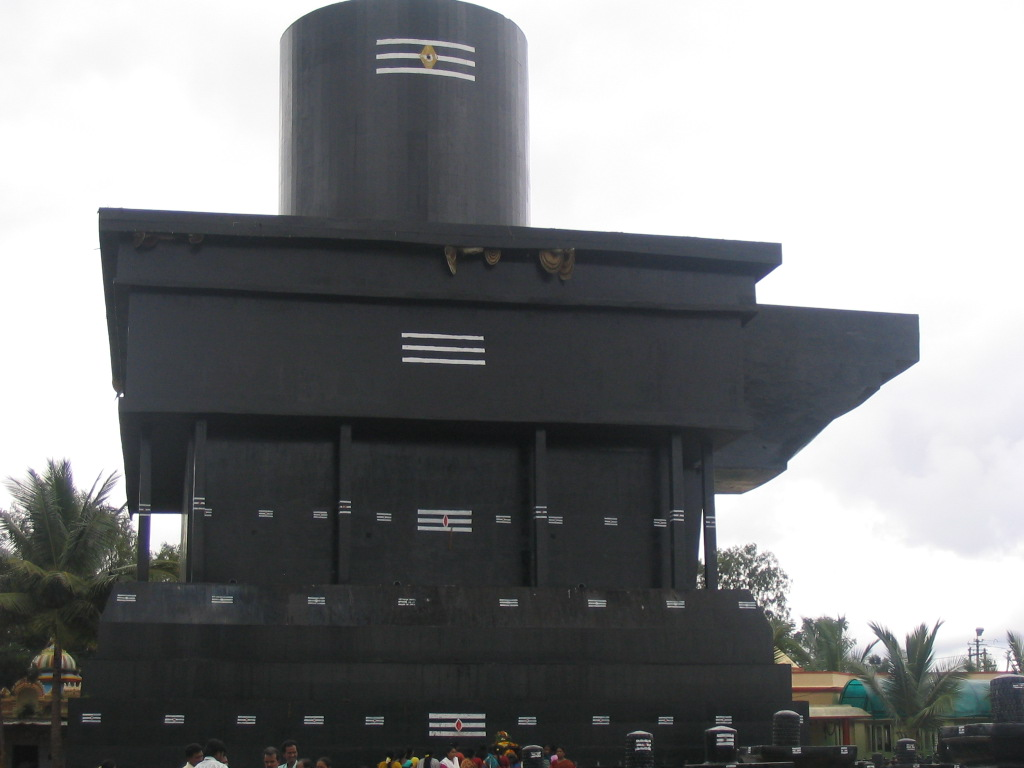
Inauguration du temple Kotilingeshwara à Kammasandra.

Cette page concerne les évènements survenus en 1980 en Inde :

## Évènement
- Début de l'agitation de Gokak (en)
- Aveuglements de Bhagalpur (en), une série d'évènements où la police rend aveugles 31 personnes en cours de jugement (ou criminels condamnés, selon certaines versions) en leur versant de l'acide dans les yeux (années 1979-1980).
- 3-6 janvier : Élections législatives.
- 14 janvier : Indira Gandhi redevient Première-ministre.
- 24 janvier : Quarante cinquième amendement de la Constitution de l'Inde (en).
- 16 février : Éclipse solaire (en)
- 24 avril : Ranjit Singh assassine Gurbachan Singh (en).
- 8 juin : Massacre de Mandai (en)
- 31 juillet : Affaire Minerva Mills contre Union of India (en)
  - août-novembre : Émeutes de Moradabad (en)
- 6 octobre : Meurtre de la villa Karikkan (en)
- 27 décembre : Loi sur la sécurité nationale (en)

## Cinéma
- 28e cérémonie des Filmfare Awards
- 27e cérémonie des National Film Awards (en)

- Qurbani (en) et Aasha (en) sont les premiers films au box-office pour l'année.
- Sortie de film :
  - Aakrosh
  - Ali Baba et les Quarante Voleurs
  - Apne Paraye
  - Billa
  - Le Royaume des diamants
  - Sparsh

## Littérature
- Avakasikal (en), roman de Vilasini (en).
- Daylight Robbery (en), roman de Surender Mohan Pathak (en).
- En Iniya Iyanthira (en), roman de Sujatha Rangarajan.
- The Blue Umbrella (en), roman de Ruskin Bond.

## Sport
- Championnats d'Asie de boxe amateur à Bombay.
- L'équipe de hockey sur gazon indienne remporte la médaille d'or aux Jeux olympiques d'été de Moscou.
- Bombay International (en), tournoi de billard.

## Création
- All India Communist Party (en), parti politique.
- Bharatiya Janata Party, parti politique.
- Lokdal (en), parti politique.
- Temple Kotilingeshwara (en)

## Dissolution
- Shri Ambica Steam Navigation Company (en), compagnie aérienne.
- Sikkim Congress (Revolutionary) (en), parti politique.

## Naissance
- Chetan Anand (en), joueur de badminton.
- Arya (en), acteur.
- Dola Banerjee, archère.
- Harman Baweja (en), acteur et réalisateur.
- Devesh Chauhan (en), joueur de hockey sur gazon.
- Bobby Darling (en), actrice transgenre.
- Varun Gandhi, personnalité politique.
- Mohammed Iqbal Khan (en), acteur.
- Arjun Halappa (en), joueur de hockey.
- Preeti Jhangiani (en), actrice.
- Akshay Kapoor (en), acteur.
- Kareena Kapoor, actrice.
- Zayed Khan, acteur.
- Laila (en), actrice.
- Richa Pallod, actrice.
- Upen Patel (en), mannequin et acteur.
- Gagan Ajit Singh (en), joueur de hockey sur gazon.
- Prabhjot Singh (en), joueur de hockey sur gazon.
- Reetinder Singh Sodhi (en), joueur de cricket.
- Sunaina Sunaina (en), haltérophile.
- Deepak Thakur (en), joueur de hockey sur gazon.

## Décès
- Ramkinkar Baij (en), sculpteur.
- Sanjay Gandhi, personnalité politique.
- Varahagiri Venkata Giri, président.
- Jayan (en), acteur.
- Naoomal Jeoomal (en), joueur de cricket.
- Uttam Kumar, acteur, réalisateur et producteur.
- Kodavatiganti Kutumbarao (en), écrivain.
- Sahir Ludhianvi (en), poète et parolier.
- Chenganoor Raman Pillai (en), artiste.
- Mohammed Rafi, chanteur.